# Máximo solar
El máximo solar es un período regular de mayor actividad solar en el ciclo de 11 años del Sol. Durante el máximo solar aparecen gran cantidad de manchas solares y la emisión de radiación aumenta alrededor de 0,1%. El aumento de la emisión de energía en los máximos solares puede afectar el clima mundial y estudios recientes han demostrado cierta correlación con los patrones climáticos. 
En el máximo solar, las líneas del campo magnético del Sol se encuentran más distorsionadas debido a que en el ecuador el campo magnético rota a una velocidad levemente mayor que en los polos. El ciclo solar le lleva un promedio de alrededor de once años pasar de un máximo solar a otro, con una variación observada en la duración de nueve a catorce años para un ciclo solar determinado.
Las grandes erupciones solares ocurren generalmente durante un máximo. Por ejemplo, la tormenta solar de 1859, que golpeó la Tierra con tal intensidad que las auroras boreales pudieron avistarse en Roma, a aproximadamente 42° al norte del ecuador. Durante esta fase, la gran cantidad de radiación socava las comunicaciones y los sistemas de orientación satelital, como el GPS.

## Máximos históricos

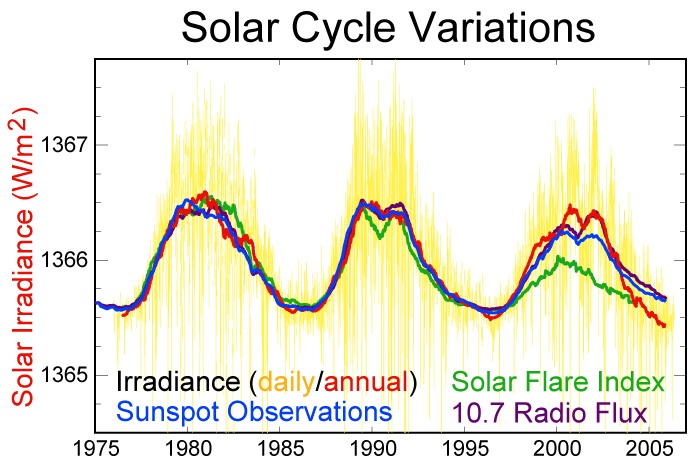
Tres ciclos solares recientes.

El máximo solar más reciente fue en 2001, el último se ha producido a lo largo de año 2014, cambiándose las previsiones de la NASA que lo estimaba para el 2006. 
 En mayo de 2009, previsiones de la Administración Nacional Oceánica y Atmosférica (National Oceanic and Atmospheric Administration, NOAA) pospusieron la fecha estimada del nuevo máximo a mayo de 2013 y establecieron que la intensidad prevista será inferior a la observada en 2001. En junio de 2010, las previsiones de la NASA indicaron un máximo de actividad a tan niveles levemente superiores al del mínimo de Dalton, entre los más débiles desde el inicio de las observaciones.